# 第49回ロサンゼルス映画批評家協会賞
49th LAFCA Awards

2023年12月10日

作品賞： 

関心領域
第49回ロサンゼルス映画批評家協会賞は、ロサンゼルス映画批評家協会が2023年の映画作品に贈る賞である。2023年12月10日に受賞者が発表された。

## 受賞一覧

### 作品賞
- 受賞：『関心領域』
  - 次点：『オッペンハイマー』

### 監督賞
- 受賞：ジョナサン・グレイザー - 『関心領域』
  - 次点：ヨルゴス・ランティモス - 『哀れなるものたち』

### 主演俳優賞
- 受賞：ザンドラ・ヒュラー - 『落下の解剖学』、『関心領域』
- 受賞：エマ・ストーン - 『哀れなるものたち』
  - 次点：アンドリュー・スコット - 『異人たち』
  - 次点：ジェフリー・ライト - 『アメリカン・フィクション』

### 助演俳優賞
- 受賞：レイチェル・マクアダムス - 『Are You There God? It's Me, Margaret.』
- 受賞：ダヴァイン・ジョイ・ランドルフ - 『ホールドオーバーズ 置いてけぼりのホリディ』
  - 次点：リリー・グラッドストーン - 『キラーズ・オブ・ザ・フラワームーン』
  - 次点：ライアン・ゴズリング - 『バービー』

### 脚本賞
- 受賞：アンドリュー・ヘイ - 『異人たち』
  - 次点：サミー・バーチ（英語版） - 『メイ・ディセンバー ゆれる真実』

### 撮影賞
- 受賞：ロビー・ライアン - 『哀れなるものたち』
  - 次点：ロドリゴ・プリエト - 『バービー』、『キラーズ・オブ・ザ・フラワームーン』

### 編集賞
- 受賞：ロラン・セネシャル - 『落下の解剖学』
  - 次点：ジョナサン・アルバーツ - 『異人たち』

### 音楽賞
- 受賞：ミカ・レヴィ（英語版）、ジョニー・バーン（特別表彰） - 『関心領域』
  - 次点：マーク・ロンソン、アンドリュー・ワイアット（英語版） - 『バービー』

### 美術賞
- 受賞：サラ・グリーンウッド（英語版） - 『バービー』
  - 次点：ショーナ・ヒース、ジェームズ・プライス - 『哀れなるものたち』

### 非英語作品賞
- 受賞：『落下の解剖学』
  - 次点：『Tótem』

### ドキュメンタリー/ノンフィクション映画賞
- 受賞：『Menus-Plaisirs – Les Troisgros』
  - 次点：『The Eternal Memory』

### アニメ映画賞
- 受賞：『君たちはどう生きるか』
  - 次点：『ロボット・ドリームズ』

### 新人賞
- 受賞：セリーヌ・ソン - 『パスト ライブス/再会』

### 功労賞
- アニエスカ・ホランド

### ダグラス・エドワード実験/自主映画賞
- 『Youth (Spring)』